# Morti nel 1667
| Questa pagina contiene informazioni ricavate automaticamente dalle voci biografiche con l'ausilio del template Bio e di un bot. L'aggiornamento è periodico e automatico e ricostruisce completamente la pagina. Se manca una persona in questa lista, sei pregato di non aggiungerla, ma accertati piuttosto che la sua voce biografica contenga il template Bio e che i dati anagrafici siano correttamente compilati. Se il template Bio manca, inseriscilo tu stesso o, in alternativa, metti l'avviso {{tmp\|Bio}} che ne segnala la mancanza. Se i dati riportati sono sbagliati, correggi direttamente la voce biografica; le modifiche saranno visibili in questa lista entro pochi giorni. Per chiarimenti vedi il progetto biografie. La lista contiene solo le 98 persone che sono citate nell'enciclopedia e per le quali è stato implementato correttamente il template Bio. Pagina aggiornata al 26 apr 2025. |

## Gennaio(5)
- 3 gennaio - Pedro Bohórquez, esploratore spagnolo (n. 1602)
- 8 gennaio - John Carnegie, I conte di Northesk, nobile scozzese
- 12 gennaio - Bernardo da Corleone, francescano italiano (n. 1605)
- 17 gennaio - Joseph Fürttenbach, matematico e ingegnere tedesco (n. 1591)
- 27 gennaio - Gregorio di San Vincenzo, gesuita e matematico fiammingo (n. 1584)

## Febbraio(6)
- 1º febbraio - Bonifacio Agliardi, vescovo cattolico italiano (n. 1612)
- 10 febbraio - Juan Bautista Martínez del Mazo, pittore spagnolo
- 16 febbraio - Vincenzo Maculani, cardinale e arcivescovo cattolico italiano (n. 1578)
- 24 febbraio - Benedetto Di Virgilio, poeta italiano (n. 1600)
- 27 febbraio - Remigius Fesch, giurista e storico dell'arte svizzero (n. 1595)
- 27 febbraio - Stanisław "Rewera" Potocki, nobile e condottiero polacco (n. 1589)

## Marzo(3)
- 2 marzo - Pompeo Angelotti, storico e vescovo cattolico italiano (n. 1611)
- 12 marzo - Luis Enríquez de Guzmán, conte spagnolo
- 17 marzo - Philippe Labbe, gesuita, storico e grecista francese (n. 1607)

## Aprile(6)
- 1º aprile - Tommaso Carlone, scultore e stuccatore svizzero
- 8 aprile - John Booker, astrologo inglese (n. 1601)
- 9 aprile - Katherine Wotton, nobildonna inglese (n. 1609)
- 10 aprile - Jan Marek Marci, medico ceco (n. 1595)
- 13 aprile - Carlo Martino Carlone, architetto italiano (n. 1616)
- 25 aprile - Pedro de San José de Bethencourt, religioso e santo spagnolo (n. 1626)

## Maggio(7)
- 7 maggio - Johann Jakob Froberger, compositore, clavicembalista e organista tedesco (n. 1616)
- 8 maggio - Andrea Giustiniani, I principe di Bassano, nobile italiano (n. 1605)
- 10 maggio - Maria Luisa di Gonzaga-Nevers (n. 1611)
- 14 maggio - Georges de Scudéry, romanziere e drammaturgo francese (n. 1601)
- 16 maggio - Samuel Bochart, biblista, antiquario e umanista francese (n. 1599)
- 22 maggio - Papa Alessandro VII, papa, vescovo cattolico e cardinale italiano (n. 1599)
- 25 maggio - Gustaf Bonde, politico svedese (n. 1620)

## Giugno(5)
- 4 giugno - Francesco Maria Sforza Pallavicino, cardinale e storico italiano (n. 1607)
- 5 giugno - Volumnio Bandinelli, cardinale e patriarca cattolico italiano (n. 1598)
- 7 giugno - Rodrigo de Arriaga, filosofo, gesuita e teologo spagnolo (n. 1592)
- 18 giugno - Luisa Enrichetta d'Orange, nobile olandese (n. 1627)
- 19 giugno - Antonio Gundicaro di Oldenburg, nobile tedesco (n. 1583)

## Luglio(9)
- 4 luglio - Giovanni VI di Anhalt-Zerbst, principe tedesco (n. 1621)
- 4 luglio - Christiaen van Couwenbergh, pittore olandese (n. 1604)
- 7 luglio - Nicolas Sanson, cartografo francese (n. 1600)
- 11 luglio - Stefano Durazzo, cardinale e arcivescovo cattolico italiano (n. 1594)
- 12 luglio - Paolo Piromalli, arcivescovo cattolico, missionario e scrittore italiano (n. 1592)
- 12 luglio - Jan Vos, drammaturgo e vetraio olandese (n. 1610)
- 19 luglio - Filippo San Martino di Agliè, politico, letterato e musicista italiano (n. 1604)
- 28 luglio - Abraham Cowley, poeta e saggista inglese (n. 1618)
- 31 luglio - Odoardo Vecchiarelli, cardinale e vescovo cattolico italiano (n. 1613)

## Agosto(8)
- 1º agosto - Paulus Voet, filosofo e giurista olandese (n. 1619)
- 2 agosto - Francesco Borromini, architetto italiano (n. 1599)
- 12 agosto - Cornelis van Poelenburch, pittore olandese
- 13 agosto - Margherita Elisabetta di Leiningen-Westerburg, nobile tedesca (n. 1604)
- 13 agosto - Jeremy Taylor, religioso inglese (n. 1613)
- 15 agosto - Albertino Barisoni, vescovo cattolico e letterato italiano (n. 1587)
- 26 agosto - Giovanni Battista Zupi, gesuita, astronomo e matematico italiano (n. 1589)
- 31 agosto - Johann Rist, poeta e drammaturgo tedesco (n. 1607)

## Settembre(7)
- 3 settembre - Alonso Cano, scultore, architetto e pittore spagnolo (n. 1601)
- 4 settembre - Melchiorre Cafà, scultore maltese (n. 1636)
- 4 settembre - Frans Francken III, pittore fiammingo (n. 1607)
- 18 settembre - Tommaso Garvo Allio, scultore italiano
- 23 settembre - Scipione Li Volsi, scultore italiano (n. 1588)
- 27 settembre - Pietro Furga, giurista italiano (n. 1623)
- 28 settembre - Jacob Golius, orientalista e matematico olandese (n. 1596)

## Ottobre(7)
- 9 ottobre - Mario Balassi, pittore italiano (n. 1604)
- 11 ottobre - Mattias de' Medici, nobile e militare italiano (n. 1613)
- 18 ottobre - Fāsiladas, imperatore etiope (n. 1603)
- 22 ottobre - Alberto II di Brandeburgo-Ansbach, nobile (n. 1620)
- 24 ottobre - Gabriel Metsu, pittore olandese (n. 1629)
- 24 ottobre - Godefroy Wendelin, astronomo belga (n. 1580)
- 25 ottobre - Ernesto Adalberto d'Harrach, cardinale e arcivescovo austriaco (n. 1598)

## Novembre(4)
- 5 novembre - Franz Tunder, compositore e organista tedesco (n. 1614)
- 22 novembre - Pietro Martínez y Rubio, arcivescovo cattolico spagnolo (n. 1614)
- 27 novembre - Gaspard van den Bosch, arcivescovo cattolico belga (n. 1577)
- 28 novembre - Jean de Thévenot, viaggiatore, naturalista e botanico francese (n. 1633)

## Dicembre(4)
- 3 dicembre - Ogasawara Tadazane, militare giapponese (n. 1596)
- 4 dicembre - Michel Lasne, incisore e disegnatore francese (n. 1590)
- 20 dicembre - Chevalier Paul, navigatore e militare francese (n. 1598)
- 31 dicembre - Jerzy Sebastian Lubomirski, principe e generale polacco (n. 1616)

## Senza giorno specificato(27)
- Antonio Abati, letterato italiano
- Pedro d'Alva y Astorga, teologo spagnolo (n. 1602)
- Orfeo Boselli, scultore italiano (n. 1597)
- Antonio Dentis, politico italiano
- Fra Giacomo da San Vito, pittore italiano
- Charles Hoole, pedagogista britannico (n. 1610)
- Johann Heinrich Hottinger, teologo svizzero (n. 1620)
- Thomas de Keyser, pittore e architetto olandese (n. 1596)
- Antonio Lupián Zapata, falsario spagnolo
- Francesco Mannelli, compositore italiano (n. 1595)
- Sebastián Martínez, pittore spagnolo (n. 1599)
- Montfleury, attore teatrale e drammaturgo francese
- Peter Mundy, viaggiatore inglese
- Luigi Primo, pittore fiammingo (n. 1606)
- Giovanni Bernardino Rodriguez, pittore italiano
- Nicolas Régnier, pittore fiammingo (n. 1591)
- Alphonse Antonio de Sarasa, matematico belga (n. 1618)
- Johann Schop, compositore e violinista tedesco (n. 1590)
- Edward Somerset, II marchese di Worcester, nobile e inventore inglese (n. 1601)
- Jan Philips van Thielen, pittore fiammingo (n. 1618)
- Carlo Maria Ventimiglia, letterato, matematico e antiquario italiano (n. 1570)
- Adriaan Vlacq, matematico, astronomo e editore olandese
- Ferenc Wesselényi, militare ungherese (n. 1605)
- Peter de Witte III, pittore fiammingo (n. 1617)
- Juan de Zabaleta, scrittore spagnolo
- Cornelis de Wael, pittore fiammingo (n. 1592)
- Joris van Son, pittore fiammingo (n. 1623)